# Friedrich Wilhelm von Apenburg
Friedrich Wilhelm von Apenburg (* 1734; † 6. August 1779 in Potsdam) war ein preußischer Major.

## Leben

### Herkunft und Familie
Friedrich Wilhelm war Angehöriger des pommerschen Linie des ursprünglich altmärkische Adelsgeschlecht von Apenburg. Seine Eltern waren der schwedische Leutnant und Erbherr auf Groß Mokratz Erdmann Joachim von Apenburg († 1767) und Juliane von Apenburg. Er selbst blieb unvermählt und hinterließ auch keine Kinder.

### Werdegang
Apenburg trat in die Preußische Armee ein und war ab 18. August 1757 Fähnrich bei der Garde zu Fuß, avancierte am 27. Februar 1757 zum Sekondeleutnant und 1758 zum Premierleutnant und wurde am 10. Januar 1761 Kapitän. Nachdem er bereits im Siebenjährigen Krieg im Felde stand, erhielt Apenburg am 21. Oktober 1776 seine Beförderung zum Major und wurde gleichzeitig Kommandeur eines Grenadierbataillons, welches sich aus je zwei Kompanien der Garde und des Regiments „Prinz von Preußen“ zusammensetzte. Mit diesem Bataillon nahm er am Bayerischen Erbfolgekrieg teil. Der Beförderung zum Major ging ein Streit oder wenigstens Petitionswechsel mit dem König zu Fragen der Rangordnung und Rangliste sowie der sich daraus ergebenden Reihenfolge der Beförderungen voraus.
Apenburg stand während seiner gesamten Dienstzeit bei der Garde zu Fuß. Er hat sich schließlich 1779 in Potsdam selbst erschossen.

## Weblink
- Friedrich Wilhelm v. Apenburg auf den Seiten des Instituts Deutsche Adelsforschung